# Meersche Verlaat
Het waterschap Meersche Verlaat was een waterschap in de gemeenten Leidschendam en Zoetermeer, in de Nederlandse provincie Zuid-Holland. Het waterschap beheerde de gelijknamige verlaat en de bijbehorende wateren. Van de oprichting in 1615 tot 1869 viel het verlaat direct onder Rijnland. Pas in 1869 werd het een zelfstandige bestuurlijke eenheid.